# Semovente da 105/25
Semovente da 105/25 (полное название — Semovente da 105/25 su scafo Fiat-Ansaldo M43) — итальянское самоходное орудие времён Второй мировой войны. Носило также название Bassotto («Такса»).

## История

### Прототип
Основной фирмой, выпускавшей танки, являлась Ansaldo. До начала серийного выпуска танков M15/42 её машины уже устарели, так как по основным параметрам танки были не лучше советских Т-50 или Т-70. Однако разработка более мощных танков затягивалась. Впрочем, выход был найден: итальянцы предпочли закупать немецкие танки, а свои танки переделывать в САУ. Примерами удачного применения были самоходки Semovente da 75/18 и Semovente da 75/46.
Поскольку ходовая часть среднего танка M15/42 позволяла установить более тяжёлое орудие, было предложено провести доработку Semovente da 75/34 с целью установки на неё 105-мм пушки. Примечательно, что данное орудие было разработано на базе пушки Schneider модели 1913 года, которая выпускалась в период Первой мировой войны под обозначением L 13S.

### Основные характеристики
Первый вариант обновлённой самоходки, работы над которым начались в апреле 1942 году, вооружался 105-мм орудием с длиной ствола 23 калибра. Для установки пушки на САУ базовый вариант танкового корпуса P26/40 был расширен и немного занижен, а также были утолщены броневые листы рубки.
Стрелковое вооружение состояло из одного 8-мм зенитного пулемёта Breda 38, устанавливавшегося на крыше боевого отделения. Экипаж самоходного орудия состоял из 3 человек: водителя, командира и артиллериста. Эти мероприятия позволили САУ бороться на средних дистанциях со средними танками союзников.
На САУ устанавливался бензиновый 8-цилиндровый двигатель SPA M15 мощностью 190 л. с. с жидкостной системой охлаждения. Для доступа к двигателю на крыше моторного отделения имелось два прямоугольных люка. Ходовая часть была заимствована от среднего танка M15/42 с незначительными доработками. Применительно на каждый борт, она состояла из 8 сдвоенных опорных катков, 3-х поддерживающих роликов, переднего ведущего и заднего направляющего колеса. Верхняя часть шасси закрывалась бортовым бронещитом.

### Первые прототипы и служба в армии Италии
Прототип получил название «Semovente da 105/23 su scafo M42 allargato» (с итал. — «самоходное орудие калибра 105 мм с длиной ствола 23 калибра на расширенном шасси М42»). Он появился 16 января 1943 года и отправился на испытания 28 января, когда итальянцы отступали из Северной Африки. После кратковременных испытаний было принято решение установить более короткое 105-мм орудие (25 калибров), а остальное оборудование сохранить. По сравнению с 75-мм САУ скорость поднялась до 35 км/ч, при запасе хода по шоссе 170 км. Подвижность машины признали вполне удовлетворительной, поскольку она не сильно отличалась от танка М15/42.
В феврале 1943 года с фирмой Ansaldo был заключён заказ на постройку 30 САУ, который был выполнен к 30 июня. Впоследствии получили официальное обозначение «Semovente da 105/25 su scafo Fiat-Ansaldo M43» (с итал. — «самоходное орудие калибра 105 мм с длиной ствола 25 калибров на шасси Fiat-Ansaldo M43») или просто «Semovente da 105/25». Далее заказ был увеличен до 454 экземпляров, но из-за капитуляции Италии выполнить его не удалось. К сентябрю все построенные 105-мм САУ находились в центральной части страны и входили в состав танковой дивизии «Ariete II». Есть сведения, что Semovente da 105/25 успели принять участие в боях с союзниками на стороне итальянской армии. В начале сентября 1943 года немцы захватили 26 самоходок.
В отличие от другой итальянской бронетехники, Semovente da 105/25 произвела благоприятное впечатление на немцев, и в благодарность от немцев войска Муссолини на севере Италии получили танковый парк из уцелевших итальянских и немецких танков. Танковые подразделения гвардии Муссолини были оснащены танкетками L3/35 и L3/38, лёгкими танками L6/40 и средними танками типа M выпуска 1941—1942 гг. Самоходок было от 35 до 40 штук, среди них была одна Semovente da 105/25, которая принадлежала штабу подразделения «Gruppo Squadroni Corazzati Leoncello».

### Самоходки на службе вермахта
Что касается использования Semovente на стороне вермахта, то достоверной информации сохранилось немного. Немецкая администрация решила продолжить выпуск самоходок. В конце 1943 года выпустили 8 установок и 79 в 1944. В вермахте САУ получили обозначение «Sturmgeschütz M43 mit 105/25 853(i)». Также вместо 105-мм гаубицы немцы устанавливали 75-мм зенитку Cannone da 76/46 (11 самоходок «Sturmgeschütz M43 mit 75/46 852(i)») и 75-мм пушку Cannone da 76/34 (23 самоходки «Sturmgeschütz M43 mit 75/34 851(i)»), фактически превратив ее в противотанковую.
О боевом применении Semovente da 105/25 известно, что 105-мм самоходки активно использовались в боях под Анцио, Монте-Кассино и Римом, а также на оборонительных линиях «Дора» и «Густав» в апреле — мае 1944 года. Последние Semovente da 105/25 оставались на вооружении вплоть до весны 1945 года.